# Морска гара Варна
| Морска гара Варна |
| Морска гара Варна |

Морска гара Варна е част от пристанищния комплекс във Варна.
Намира се на улица „Вълноломна“ 1, в непосредствена близост до входа на старата част на пристанището – Варна-изток. Пристанището от изток се защитава от вълнолом, от вътрешната страна на който е разположена именно Морската гара. В окончателния си вид тя е построена е през 1968 г. Сградата е на 3 етажа; има ресторант, безмитни магазини и офиси. На третия етаж има панорамна тераса, от която се разкрива гледка към пристанищния комплекс.
Морска гара Варна обслужва както товарни кораби, така и круизни и линейни пасажерски кораби. През 2006 г. е обслужила над 31 650 пътници от вътрешно и международно плаване, както и 23 големи круизни кораби с 9200 пасажери.
Морска гара Варна разполага с 2 кейови места за круизни кораби и малко яхтено пристанище, стопанисвано от пристанищния яхтклуб „Порт Варна“. Яхтеното пристанище предлага услуги на малки съдове и е редовен домакин и организатор на множество местни регати.
На територията на Морска гара Варна се намират ресторант, безмитен магазин, магазин за яхтено оборудване и др. В района на Морската гара е пристанът и на баркентината „Калиакра“, която е спечелила много регати.